# Poltys
Genre
Synonymes
- Pleuromma Doleschall, 1859
- Cyphagogus Günther, 1862 nec Parry, 1849
- Cyphonetis Thorell, 1869
- Mastigosoma Ausserer, 1871
- Gerrosoma Bradley, 1876
- Rhyncharachne Bradley, 1876

Poltys est un genre d'araignées aranéomorphes de la famille des Araneidae.

## Distribution
Les espèces de ce genre se rencontrent en Asie, en Océanie et en Afrique subsaharienne.

## Liste des espèces
Selon World Spider Catalog (version 25.5, 02/02/2025) :
- Poltys acuminatus Thorell, 1898
- Poltys apiculatus Thorell, 1893
- Poltys baculiger Simon, 1907
- Poltys bhabanii (Tikader, 1970)
- Poltys bhavnagarensis Patel, 1988
- Poltys caelatus Simon, 1907
- Poltys columnaris Thorell, 1890
- Poltys corticosus Pocock, 1898
- Poltys dubius (Walckenaer, 1841)
- Poltys elevatus Thorell, 1890
- Poltys ellipticus Han, Zhang & Zhu, 2010
- Poltys fornicatus Simon, 1907
- Poltys frenchi Hogg, 1899
- Poltys furcifer Simon, 1881
- Poltys grayi Smith, 2006
- Poltys hainanensis Han, Zhang & Zhu, 2010
- Poltys horridus Locket, 1980
- Poltys idae (Ausserer, 1871)
- Poltys illepidus C. L. Koch, 1843
- Poltys jujorum Smith, 2006
- Poltys kochi Keyserling, 1864
- Poltys laciniosus Keyserling, 1886
- Poltys longitergus Hogg, 1919
- Poltys milledgei Smith, 2006
- Poltys monstrosus Simon, 1897
- Poltys mouhoti (Günther, 1862)
- Poltys nagpurensis Tikader, 1982
- Poltys nigrinus Saito, 1933
- Poltys noblei Smith, 2006
- Poltys pannuceus Thorell, 1895
- Poltys pogonias Thorell, 1891
- Poltys pygmaeus Han, Zhang & Zhu, 2010
- Poltys raphanus Thorell, 1898
- Poltys reuteri Lenz, 1886
- Poltys squarrosus Thorell, 1898
- Poltys stygius Thorell, 1898
- Poltys timmeh Smith, 2006
- Poltys turriger Simon, 1897
- Poltys turritus Thorell, 1898
- Poltys unguifer Simon, 1909
- Poltys vesicularis Simon, 1889
- Poltys waipo Mi, Wang & Li, 2024

## Systématique et taxinomie
Ce genre a été décrit par C. L. Koch en 1843.
Pleuromma a été placé en synonymie par Thorell en 1878.
Cyphagogus, Cyphonetis, Mastigosoma, Gerrosoma et Rhyncharachne ont été placés en synonymie par Simon en 1895.

## Publication originale
- C. L. Koch, 1843 : Die Arachniden. Nürnberg, vol. 10, p. 37-142 (texte intégral).